# 都都逸
都都逸（日语：都々逸）是江戶末期，由初代都都逸坊扇歌（1804年-1852年）集大成的口語定型詩。遵循「七・七・七・五」的音律數。

## 概略
都都逸本來是和三味線一同演唱的俗曲，為音曲師招客或宴會曲時使用的表演項目。主要以男女之間的戀愛為題材。
基本上遵循「七・七・七・五」的音律數，不過也有稱為五字冠的「五・七・七・七・五」形式。
鬧出緋聞我會有困擾，可是都沒有人知道我們兩人的感情又覺得可惜。
殺掉三千世界的烏鴉，想和你一起睡到天亮。

## 成為文藝形式
都都逸在明治時期，逐漸轉為遠離歌曲型態的文學形式。稱為都都逸作家的人陸續出現，在報紙版面上也有招募都都逸的稿件作品。其中也有人嘗試加入漢詩方式。